# Transplantation
Transplantation oder Organtransplantation (lateinisch transplantatio = ‚Verpflanzung‘, ‚Versetzung‘) bezeichnet in der Medizin die Verpflanzung von organischen Körperteilen oder Körpergeweben zu Heilzwecken. Ein Transplantat kann aus Zellen, Geweben, Organen oder Organsystemen wie etwa Finger oder Hand bestehen. Der Transplantation steht die Implantation gegenüber, bei der anstelle organischen Materials künstliche Implantate in den Körper verbracht werden, wie beispielsweise Prothesen.

## Begriffe
Der Begriff „Transplantationsmedizin“ ist von Rudolf Pichlmayr (1932–1997), einem führenden deutschen Transplantationsmediziner eingeführt worden.
Eine Transplantation wird nach Herkunft, Ort und Funktion des Transplantats eingeordnet:

### Art der Transplantation
- autologe oder autogene Transplantation, auch Autotransplantation: Spender und Empfänger sind dieselbe Person, das Transplantat wird dabei Autoplastik genannt. Viele der autologen Transplantationen sind im Bereich der plastischen Chirurgie angesiedelt. Aber auch beispielsweise das Entlasten eines Herzkranzgefäßes durch eine körpereigene Bein- oder Armarterie (Koronararterien-Bypass) gehört hierzu.
- syngene oder isogene Transplantation: Spender ist der eineiige Zwilling, d. h., Spender und Empfänger sind genetisch identisch. Daher kann bei der syngenen wie auch bei der oben beschriebenen autologen Transplantation auf die Gabe von Immunsuppressiva verzichtet werden (die Nebenwirkungen dieser Medikamente sind erheblich).
- allogene Transplantation: Spender gehört derselben Art an. Alte Bezeichnungen: homologe[1] oder homogene Transplantation. siehe auch: Organspende.
- xenogene Transplantation: Spender gehört einer anderen Art an (z. B. Schweineherzklappe). Alte Bezeichnung: heterogene oder heterologe Transplantation.
- alloplastische Transplantation: hier wird künstliches Material, also ein Implantat, in den Körper eingebracht. Da es sich hier nicht um organisches Material handelt, ist die alloplastische Transplantation nach der in der Einleitung dargestellten Definition nicht mehr den Transplantationen im engeren Sinne zuzuordnen.

### Transplantationsort
- Isotope Transplantation: Ort und Gewebe ist identisch (z. B. Inselzelltransplantation)
- Orthotope Transplantation (auch isotope Transplantation): das Transplantat wird an der natürlichen Stelle verpflanzt (z. B. Herztransplantation)
- Heterotope Transplantation: das Transplantat wird an einer anderen Stelle verpflanzt (z. B. bei der Nierentransplantation)

### Transplantatfunktion
- Allovitale Transplantation: das Transplantat ist voll funktionsfähig und vital
- Allostatische Transplantation: die Funktion des Organs ist zeitlich begrenzt
- Auxiliäre Transplantation: Transplantat zur Unterstützung eines kranken Organs
- Substitutive Transplantation: soll ein funktionsloses Organ ersetzen

### Transplantatentnahme
Die Transplantatentnahme wird auch als Explantation bezeichnet.
- Postmortale Transplantation: Das Transplantat wird einem anonymen Spender nach dessen Hirntod entnommen;[2] in manchen Ländern ist dazu das Herztodkriterium ausreichend.[3]
- Lebend-Organtransplantation: das Transplantat wird einem geeigneten gesunden Spender entnommen. Häufig bei Stammzellen-, Nieren- oder Teillebertransplantationen. Aber auch Teile von Bauchspeicheldrüsen, Därmen und Lungen sind bereits nach Lebendspenden transplantiert worden.[4]

### Mehrfachtransplantation
Ist ein Patient nicht nur Organempfänger, sondern gleichzeitig auch Organspender, so bezeichnet man dies als Dominotransplantation. Dies kommt dann vor, wenn ihm – insbesondere operationsbedingt – ein gesundes Organ entnommen werden muss, welches dann einer dritten Person implantiert wird.

## Indikationen für Transplantationen
- Chronische Niereninsuffizienz: Nierentransplantation
- Endzustand der koronaren Herzkrankheit, Formen der Herzmuskelerkrankung (Kardiomyopathie): Herztransplantation
- Eisenmenger-Reaktion: Herz-Lungen-Transplantation
- Leberzirrhose: Lebertransplantation
- Mukoviszidose: Lungentransplantation
- Leukämie: Knochenmark- bzw. Stammzelltransplantation
- Diabetes mellitus: Pankreas- oder Inselzelltransplantation (allogen, orthotop, auxiliär)
- COPD: Lungentransplantation (allogen, orthotop, substitutiv)
- Blasenkrebs: Urostoma (autolog, heterotop, substitutiv-auxiliär)
- Brustkrebs: Brustrekonstruktion
- Verbrennungen und Verletzungen mit Gewebszerstörung: Lappenplastik, Motorische Ersatzoperation, Handtransplantation, Gesichtstransplantation, Pollizisation
- Plastische Chirurgie: Ohrmuschelfehlbildung, Haartransplantation, Schädelrekonstruktion
- Erkrankungen und Verletzungen der Hornhaut: Keratoplastik
- Geschlechtsangleichende Operation, Hodenprothese
- Ersatz von Gelenken: Endoprothese
- Unfälle mit Abtrennung von Gliedmaßen, z. B. Transplantation der Arme[5]
- Kinderwunsch der Frau: Ein transplantierter Uterus kann mit der Geburt des Kindes wieder entfernt werden.[6]

## Transplantationsgesetze

### Deutschland
In der Bundesrepublik Deutschland unterliegt die Transplantation von Organen menschlicher Spender dem Transplantationsgesetz (TPG). Organhandel, d. h. Bezahlung oder andere Gegenleistungen für den Spender oder dessen Angehörige, ist verboten. Transplantationen werden ausschließlich in zertifizierten Transplantationszentren durchgeführt. Am 1. November 2012 ist eine wichtige Gesetzesänderung in Kraft getreten. In § 2 TPG heißt es:

„Die nach Landesrecht zuständigen Stellen, die Bundesbehörden im Rahmen ihrer Zuständigkeit, insbesondere die Bundeszentrale für gesundheitliche Aufklärung, sowie die Krankenkassen sollen auf der Grundlage dieses Gesetzes die Bevölkerung aufklären über
1. die Möglichkeiten der Organ- und Gewebespende,
2. die Voraussetzungen der Organ- und Gewebeentnahme bei toten Spendern einschließlich der Bedeutung einer zu Lebzeiten abgegebenen Erklärung zur Organ- und Gewebespende, auch im Verhältnis zu einer Patientenverfügung, und der Rechtsfolge einer unterlassenen Erklärung im Hinblick auf das Entscheidungsrecht der nächsten Angehörigen nach § 4 sowie
3. die Bedeutung der Organ- und Gewebeübertragung im Hinblick auf den für kranke Menschen möglichen Nutzen einer medizinischen Anwendung von Organen und Geweben einschließlich von aus Geweben hergestellten Arzneimitteln.“

Jede Krankenkasse muss den Krankenversicherten ein Formular zuschicken, mit dem man sich entscheidet, ob man einer Organspende zustimmt oder nicht. So muss sich jeder mit dem Gedanken an das Spenden von Organen auseinandersetzen.

### Österreich
In Österreich gibt es seit 2012 das Organtransplantationsgesetz. Die wesentliche Bestimmung ist die sogenannte „Widerspruchslösung“, nach der die Entnahme nur dann unzulässig ist, wenn eine Erklärung vorliegt, mit der eine Organspende ausdrücklich abgelehnt wird. Diese Bestimmung war auch bereits im KAKuG 1982 enthalten.

### Schweiz
In der Schweiz regelt das Bundesgesetz vom 8. Oktober 2004 über die Transplantation von Organen, Geweben und Zellen (Transplantationsgesetz) diesen Rechtsbereich. Schwerpunkte bilden unter anderem das Verbot des Organhandels, die Unentgeltlichkeit der Spende, die Festlegung des Todeskriteriums, die Anforderungen an die Zustimmung zur Entnahme von Organen, Geweben und Zellen bei verstorbenen Personen sowie Kriterien und Verfahren der Organzuteilung und der Lebendspende von Organen.

## Immunreaktionen
Das Hauptproblem jeder Transplantation sind Immunreaktionen des Empfängerorganismus gegen das Transplantat. Die T-Zellen und Antikörper des Empfängers bekämpfen dann das fremde Organ. Der Grund für Abstoßungsreaktionen liegt in der unterschiedlichen Oberflächenstruktur der Zellen, insbesondere Unterschiede in den Histokompatibilitäts-Antigenen (Abkürzungen: MHC-Antigene bzw. HLA-Antigene) der Zellmembranen beider Lebewesen. Diese Oberflächenstruktur wird genetisch bestimmt, deshalb hat jedes Individuum eine eigene Zelloberflächenstruktur. Aus diesem Grund sind Verwandte oft besonders geeignete Organspender, da es verstärkt genetische Übereinstimmungen gibt. Die ersten erfolgreichen Organtransplantationen wurden so auch mit – genetisch identischen – eineiigen Zwillingen durchgeführt.
Bei der Übertragung von Spendergewebe, das Immunzellen enthält – vor allem Knochenmark und Lebergewebe – kann es auch zu einer „umgekehrten“ Immunreaktion von Zellen des Transplantats gegen den Wirtskörper kommen: Graft-versus-Host-Reaktion.

### Transplantatabstoßung (Rejektion)
Die Abstoßungsreaktionen werden nach ihrem zeitlichen Verlauf und nach dem Ausmaß unterschieden:

#### Hyperakute Abstoßung
Die hyperakute/perakute Abstoßung tritt innerhalb von Minuten bis Stunden nach der erfolgten Transplantation und der Wiederherstellung des Blutflusses auf. Sie wird durch allospezifische Antikörper oder durch blutgruppenspezifische Antikörper, die zum Zeitpunkt der Transplantation bereits vorhanden sind (zytotoxische Antikörper gegen AB0- oder HLA-Antigene des Transplantats), verursacht. Nach der Komplementaktivierung kommt es zu Fibrinablagerung in den Gefäßen des Transplantats und somit zu Verschlüssen; das Gewebe stirbt ab.

#### Akute Abstoßung
Die akute Abstoßung beginnt meist innerhalb von Tagen bis Wochen. Eine Abstoßung zwischen dem 2. und 5. Tag nach der Operation bezeichnet man auch als akzelerierte Abstoßung. Meist beruht sie auf zellulärer interstitieller Abstoßung (d. h. Infiltration des Organs durch zytotoxische T-Lymphozyten). Besonders bei Nierentransplantationen kommt auch eine akute vaskuläre Abstoßung vor, dabei richten sich vom Empfänger synthetisierte IgG-Antikörper gegen Alloantigene der Epithelzellen des gespendeten Transplantates.
Eine akute Abstoßung kann meistens behandelt werden, etwa durch Glucocorticoide, Immunsuppressiva oder Antilymphozyten-Antikörper wie Basiliximab oder Daclizumab.

#### Chronische Abstoßung
Die chronische Abstoßung tritt Monate bis Jahre nach der Transplantation auf. Meist sind kaum Entzündungszeichen zu finden. Diese Art der Abstoßungsreaktion ist kaum erfolgreich zu behandeln; meist muss eine erneute Transplantation durchgeführt werden. Feingeweblich liegt ihr eine Transplantatvaskulopathie zugrunde, d. h. irreversible Verengungen der Blutgefäße. CD4-T-Effektorzellen vom TH1-Typ wandern in die Gefäßwände ein und stimulieren dort Makrophagen und Endothelzellen. Weitere Monozyten wandern ein und differenzieren zu Makrophagen, die TNF-α und IL-1 sezernieren. Es entsteht eine chronische Entzündung der Gefäßwand, die durch Fibrosierung (siehe Fibrose) und Vernarbung allmählich zu einer Verengung führt. Beispiele sind die Koronaratherosklerose nach Herztransplantation, die interstitielle Fibrose mit Tubulusatrophie nach Nierentransplantation, Bronchiolitis obliterans nach Lungentransplantation.

### Immunsuppressive Therapie
Ziel der immunsuppressiven Therapie ist die Erhaltung des Transplantates, indem die Abwehrreaktion des Körpers gegen das fremde Organ unterdrückt wird. Das Ziel einer dauerhaften Immuntoleranz, d. h. der Abwesenheit einer transplantatspezifischen Immunreaktion ohne dauerhafte Unterdrückung des Immunsystems, ist bis heute durch Medikamente nicht erreichbar. Somit ist eine permanente medikamentöse Rejektionsprophylaxe erforderlich. Um Abstoßungsreaktionen zu vermeiden, können bestimmte Kombinationen von Medikamenten gegeben werden. Zur Induktionstherapie stehen vor, während und nach der Transplantation Immunsuppressiva (Ciclosporin, Tacrolimus, Azathioprin bzw. Mykophenolat, Glucocorticoide, Basiliximab und Antithymozytenglobulinantikörper) teils in hoher Dosierung zur Verfügung. Als Basistherapie wird eine feste Dauermedikation angeordnet; in der Regel eine Dreifach-Kombination aus Steroiden, Calcineurin-Inhibitoren (Ciclosporin bzw. Tacrolimus) oder Everolimus bzw. Sirolimus und Azathioprin (bzw. Mycophenolat-Mofetil). Die Induktionstherapie mit monoklonalen Antikörpern gegen den Interleukin-2 Rezeptor (Basiliximab)
oder polyklonaler Antikörper gegen T-Lymphozyten oder Thymozyten Antigene (Antithymozytenglobulin) ist in allen Transplantationsindikationen (Niere, Leber, Herz, Lunge, Pankreas) weit verbreitet. Von großer Bedeutung ist das engmaschige therapeutische Monitoring der Immunsuppressiva in den ersten Monaten nach der Transplantation. Bei Langzeittransplantierten kann mitunter später die Medikation auf zwei Wirkprinzipien reduziert werden.
Da diese Medikamente auch die Abwehr von Infektionen schwächen, sind die damit behandelten Transplantatempfänger besonders anfällig für bakterielle, virale (CMV, HSV, HHV 6) und fungale (Aspergillus, Candida) Erkrankungen. Gewisse Krebserkrankungen wie das Kaposi-Sarkom auf der Haut und die Lymphoproliferative Erkrankung nach Transplantation (PTLD) des lymphatischen Systems treten vermehrt auf. So sind z. B. Kinder 200-mal häufiger von Lymphdrüsenkrebs betroffen, verglichen mit Gleichaltrigen.

### Ausblick
- Ein möglicherweise erfolgversprechender Weg zur Verminderung bzw. zum völligen Ausschluss einer immunologisch bedingten Abstoßungsreaktion nach einer Organtransplantation könnte die begleitende Verpflanzung von körperfremden Stammzellen sein. Wie im Fachblatt New England Journal of Medicine (NEJM) veröffentlichte Studien zeigen, könne man dem Empfänger neben dem neuen Organ auch blutbildende Stammzellen übertragen, aus denen dann Immunzellen entstehen, welche diese Abstoßung verhinderten.[13]
- Eine weitere Option, um Abstoßungsreaktionen zu verhindern, ist der Transfer bestimmter weißer Blutkörperchen vom Spender zum Empfänger. Dies wurde bereits am Menschen erfolgreich getestet. Die Zellen werden im Labor so verändert, dass sie beim Empfänger Immunzellen abtöten, welche die Abstoßungsreaktion vorantreiben und andere Populationen fördern, die regulatorische Wirkung auf das Immunsystem haben.[14]
- Um die nachteilige Abstoßung des gespendeten Organs zu vermeiden, wird daran geforscht, das von Zellen des Spenders befreite Kollagengerüst des zu transplantierten Organs mit den Zellen des Empfängers vor Implantation zu besiedeln. Stammzellen alleine können zum wildwuchernden Wachstum neigen. Es wird auch der Ansatz verfolgt, Kollagengerüste aus dem 3D-Drucker zu besiedeln. Ein derartiges Organ würde, bezogen auf die Abstoßung, einer Eigenspende gleich kommen.[15]

## Psychische Folgen von Transplantationen
Transplantationen, insbesondere allogene, können schwere psychische Belastungen nach sich ziehen. Infolgedessen entstand eine eigene Richtung der Psychiatrie – die Organ Transplantation Psychiatry (kurz OTP).

## Geschichte
Die erste literarische Erwähnung einer Transplantation (wenn auch nicht zwingend in der modernen Bedeutung) findet sich in der frühchristlichen Heiligenlegende der Brüder Kosmas und Damian. Anfänge der Transplantationschirurgie stellen um 1869 die Arbeiten von Jacques Reverdin und Karl Thiersch dar. Die weltweit erste allogene Transplantation bei einem Menschen wurde 1883 vom Berner Chirurgen Theodor Kocher durchgeführt: Er verpflanzte einem jungen Mann menschliches Schilddrüsengewebe unter die Haut und in die Bauchhöhle. Die moderne Geschichte der Organtransplantation begann zwischen um 1905 mit den experimentellen Forschungsarbeiten von Alexis Carrel, der für seine Forschungsarbeit über die Gefäßnaht sowie über Gefäß- und Organtransplantationen den Nobelpreis erhielt. Der Franzose Victor D. Lespinasse (1878–1946) führte 1913 erstmals erfolgreich eine Hodenverpflanzung beim Menschen durch. Die erste längerfristig erfolgreiche Nierentransplantation führte 1954 Joseph Edward Murray am Peter Bent Brigham Hospital durch. Sie war noch zwischen Zwillingsbrüdern, die erste erfolgreiche Nierentransplantation bei genetisch nicht Identischen führte Murray 1962 durch. Die erste Herztransplantation erfolgte 1967 unter Leitung von Christiaan Barnard, im selben Jahr die erste Lebertransplantation durch Thomas E. Starzl. Die erste erfolgreiche Handtransplantation erfolgte 1998 durch Jean-Michel Dubernard, die erste erfolgreiche Gesichtstransplantation Dubernard und Bernard Devauchelle 2005.

## Haltung von Religionsvertretern zur Transplantation

### Beurteilung im Judentum
Bei der Organtransplantation werden gemäß den jüdischen Gesetzen vier Fragen gestellt und unterschiedlich beantwortet. Wie wird der Zeitpunkt des Todes des Spenders bestimmt? Ist die Übertragung eines Organs aus dem Körper eines Verstorbenen grundsätzlich erlaubt? Ist einer Person erlaubt, sich selbst zu gefährden, um einen Mitmenschen zu retten? Dürfen ein Kind oder eine Person, die in ihrer Entscheidungsfähigkeit beeinträchtigt ist, als Spender dienen? In der Medizin gilt ein Mensch als tot, wenn sein Hirntod festgestellt wird. Im jüdischen Denken hingegen ist ein Mensch tot, wenn sein Herz nicht mehr schlägt. Viele Orthodoxe sind deshalb gegen eine Organentnahme bei Hirntoten. Dies beruht aber auch auf dem Glauben, dass ein Toter im Judentum unversehrt begraben werden muss. Andernfalls werde seine Auferstehung am Ende aller Tage unmöglich. Für viele liberale Juden ist es wichtiger, ein menschliches Leben zu retten, als die Unversehrtheit des Körpers sicherzustellen. Das oberste Rabbinat Israels hat Ende der 1980er Jahre das Hirntodkonzept offiziell anerkannt. Die Entnahme von Gewebespenden von lebenden Menschen, nämlich von Geweben, die sich selbst regenerieren wie Blut, Haut oder Knochenmark, ist nicht umstritten, da die Gesundheit des Spenders nicht gefährdet wird. Gewebespenden stammen jedoch in der Regel von Verstorbenen. Die Gewebespende ist nicht wie die Organspende an den Hirntod gebunden. Gewebe können deshalb gewebeabhängig bis zu drei Tage nach dem Herz-Kreislauf-Stillstand gespendet werden. Die Übertragung einer Augenhornhaut ist in der Regel möglich, da die Entnahme und die Übertragung stattfinden, wenn das Herz der spendenden Person aufgehört hat zu schlagen. Die Lebendspende einer Niere ist nach Meinung zahlreicher jüdischer Autoritäten ebenfalls vertretbar, wenn die Transplantation lebensnotwendig ist und die Gefahren für den Spender als gering einzustufen sind. Jedoch ist es nicht zulässig, einem potentiellen Spender ein Organ zu entnehmen, wenn er nicht in der Lage ist, die volle Tragweite der Organentnahme zu beurteilen.

### Beurteilung im Islam
Die Entwicklung der Transplantationsmedizin führte in den späten 1950er Jahren zu höchst kontroversen Diskussionen unter islamischen Rechtsgelehrten. Im Jahre 1969 verbot das französische Gesundheitsministerium die Entnahme von Organen verstorbener Muslime, nachdem der Direktor des islamischen Zentrums in Paris in einem Fatwa erklärt hatte, dass Organtransplantation dem islamischen Recht prinzipiell widerspreche. Im Jahre 1985 erlaubte jedoch die Fiqh-Akademie der Islamischen Weltliga posthume Organspenden unter der Bedingung, dass der Spender mündig war und zu Lebzeiten der Organentnahme zugestimmt hat.